# 2-desoxi-D-glucosa
La 2-desoxi-D-glucosa (o en su forma abreviada 2-DG) es un derivado análogo de la glucosa que tiene el radical 2-hidroxilo sustituido por un hidrógeno, por lo que no es capaz de entrar en la ruta de la glucólisis. La glucosa hexoquinasa reconoce y atrapa este compuesto en la mayoría de las células (con excepción del hígado y los riñones), razón por la cual sirve como un excelente marcador para detectar actividad hexoquinasa. Esto es muy útil desde el punto de vista del diagnóstico del cáncer, ya que la mayoría de los cánceres, muestran elevados niveles de glucosa y de actividad hexoquinasa. La 2-desoxi-D-glucosa marcada con tritio o carbono-14 ha sido el típico ligando utilizado en modelos animales de laboratorio, donde su distribución por el organismo es calculada mediante autorradiografías tomadas de cortes histológicos de tejido, siendo a veces utilizado en conjunto con microscopía óptica o electrónica.
La 2-DG es reconocida por los transportadores de glucosa de la célula. Por ello, aquellas células que tengan una elevada tasa de transporte de glucosa, como por ejemplo las células tumorales, también incorporarán la 2-DG si está presente en el medio. Puesto que la 2-DG dificulta el crecimiento de la célula, se ha sugerido su uso con fines terapéuticos en el tratamiento del cáncer, razón por la cual se han comenzado estudios clínicos con este compuesto. Sin embargo, no está completamente claro cómo la 2-DG inhibe el crecimiento de la célula. El hecho de que inhiba la glucólisis parece no ser motivo suficiente para explicar por qué las células tratadas con 2-DG ven frenado su crecimiento.
Por otro lado, se ha investigado su posible uso como sustituto o alternativa a la dieta cetogénica. Este tipo de dietas se utilizan en el tratamiento de la epilepsia y la 2-DG podría sustituirlas y convertirse en un nuevo fármaco anti-epiléptico. Los autores de este estudio sugieren que la 2-DG podría funcionar, en parte, promoviendo la disminución de los niveles de expresión de factor neurotrófico derivado del cerebro (BDNF). Sin embargo, este tipo de usos parecen ser complicados debido a que la 2-DG ha demostrado tener cierta toxicidad.
En el diagnóstico médico por imagen (por ejemplo, PET) se suele utilizar fluorodesoxiglucosa, un derivado de la 2-DG donde el hidrógeno de la posición 2 ha sido sustituido por flúor 18, un isótopo de emisión de positrones que emite radiación gamma, permitiendo así la distribución del marcador o trazador, que podrá ser observado posteriormente mediante una cámara de visión de rayos gamma. Este tipo de diagnóstico suele utilizarse, cada vez de forma más frecuente, en conjunto con la tomografía axial computarizada (CT), que forma parte de la misma máquina PET/CT, cuyo fin es permitir una mejor localización de las diferencias de los niveles de glucosa en los diversos tejidos.